# متلازمة مجيد
متلازمة مجيد هي اضطراب جلدي وراثي يمتاز بالتهاب العظم والنقي متعدد البؤر الراجع المزمن وفقر الدم بخلل تكون الكريات الحمر الخلقي وجلاد (داء جلدي) بالخلايا المتعادلة.
يصنف المرض على أنها اضطراب التهاب ذاتي في العظم. يحدث المرض بسبب عيب في مورثة LPIN2، وهو موروث بصفة متنحية.

## التسمية
يحمل المرض اسم مكتشفه الدكتور حسن عبد المجيد الذي كان يعمل في قسم طب الأطفال في كلية الطب بجامعة الكويت، ثم في الجامعة الأردنية.

## روابط خارجية

### روابط عربية
- متلازمة مجيد

### روابط أجنبية
- أورفانت syndrome Majeed syndrome
- Majeed syndrome
- Majeed syndrome